# Diego Palacios
Pour les articles homonymes, voir Palacios.
Diego Palacios, né le 12 juillet 1999 à Guayaquil en Équateur, est un footballeur international équatorien. Il évolue au poste d'arrière gauche au SC Corinthians.

## Biographie

### En club
Né à Guayaquil en Équateur, Diego Palacios est formé au SD Aucas. Il joue son premier match en professionnel le 18 février 2018, face au Delfín SC, en championnat. Il est titulaire et participe à l'intégralité de la partie, lors de cette rencontre qui se solde par un match nul (0-0).
Le 23 juillet 2018, Palacios rejoint le club néerlandais du Willem II en prêt. Palacios joue son premier match pour Willem II en Eredivisie le 11 août de la même année, face au VVV Venlo. Titularisé au poste d'ailier gauche ce jour-là, son équipe est vaincue par l'équipe visiteuse (0-1).
Après une bonne saison aux Pays-Bas, il est transféré au Los Angeles FC le 7 août 2019, quelques heures avant la fermeture du marché estival en Major League Soccer.
Palacios joue son premier match sous ses nouvelles couleurs le 30 septembre 2019, lors d'une rencontre de MLS face au Minnesota United FC. Il est titularisé et les deux équipes se neutralisent (1-1 score final).
Le 26 juin 2022, Palacios inscrit son premier but pour le Los Angeles FC, sur un service de Brian Rodríguez, lors d'une rencontre de championnat face aux Red Bulls de New York. Il contribue ainsi à la victoire de son équipe par deux buts à zéro. Au terme d'une saison 2022 aboutie, il décroche avec son équipe le Supporters' Shield 2022 avant de remporter la première Coupe MLS de l'histoire de la franchise en 2022.
Le 2 janvier 2024, Diego Palacios rejoint le Brésil afin de s'engager en faveur du SC Corinthians. Il signe un contrat courant jusqu'en décembre 2027.
Il joue son premier match pour Corinthians le 28 janvier 2024, lors d'une rencontre de Campeonato Paulista face au São Bernardo FC. Il est titularisé et son équipe est battue par un but à zéro.

### En sélection
Avec les moins de 20 ans, il participe au championnat sud-américain des moins de 20 ans en début d'année 2019. Lors de cette compétition, il joue huit matchs. L'Équateur remporte le tournoi en enregistrant un total de six victoires. Il dispute ensuite quelques mois plus tard la Coupe du monde des moins de 20 ans organisée en Pologne. Lors du mondial junior, il joue sept matchs. Les joueurs équatoriens se classent troisième du mondial.
Le 12 octobre 2018, il honore sa première sélection avec l'équipe nationale d'Équateur face au Qatar. Il est titulaire ce jour-là, et son équipe s'incline sur le score de quatre buts à trois.
En juin 2021, il est retenu par Gustavo Alfaro, le sélectionneur de l'équipe nationale d'Équateur, pour participer à la Copa América 2021. Il prend part à deux matchs durant ce tournoi, étant notamment titularisé lors du quart de final perdu le 4 juillet 2021 contre le futur vainqueur de la compétition, l'Argentine (3-0 score final).
Le 14 novembre 2022, il est sélectionné par Gustavo Alfaro pour participer à la Coupe du monde 2022.

## Palmarès

### En club
Los Angeles FC
- Vainqueur de la Coupe MLS en 2022
- Vainqueur du Supporters' Shield en 2022

### En sélection
- Troisième de la Coupe du monde des moins de 20 ans en 2019 avec l'équipe d'Équateur des moins de 20 ans
- Vainqueur du championnat de la CONMEBOL des moins de 20 ans en 2019 avec l'équipe d'Équateur des moins de 20 ans